# Zdymadlo Troja-Podbaba

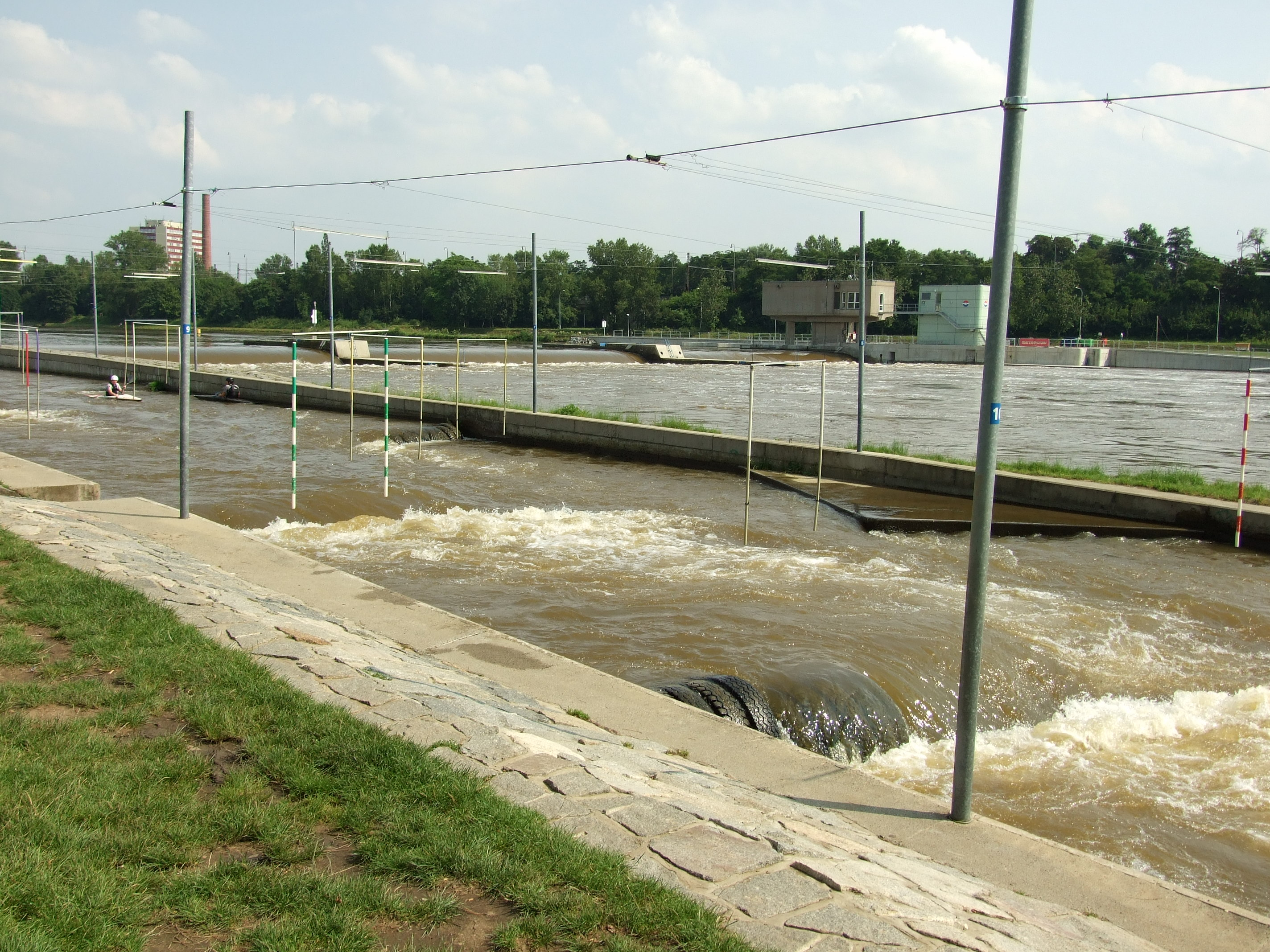
Trojský jez s Trojským kanoistickým kanálem

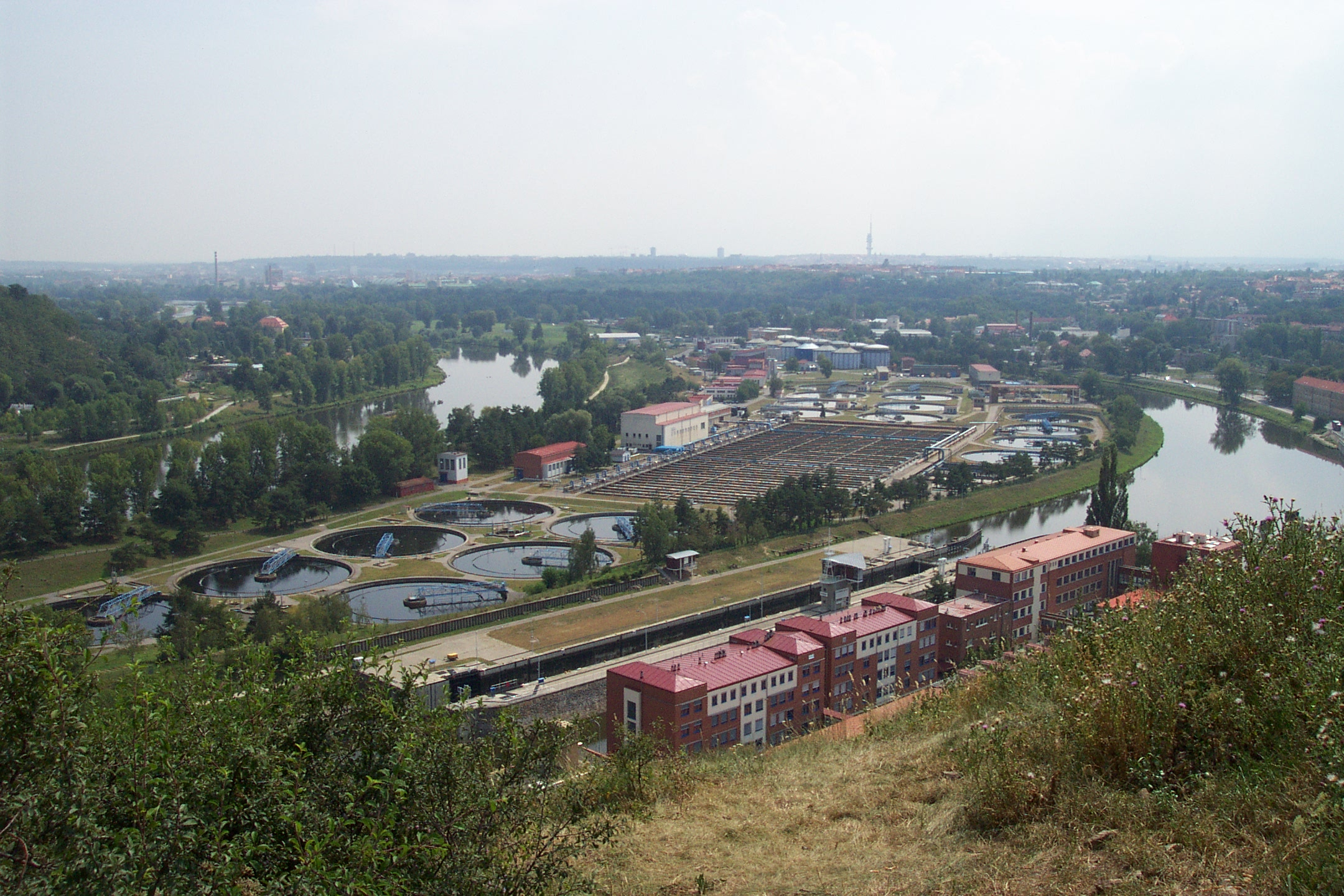
Císařský ostrov; plavební komora Podbaba je vidět na bližším rameni Vltavy

Zdymadlo Troja-Podbaba je vodní stupeň na Vltavě v severní části Prahy, plavební komora na říčním kilometru 43,50 a jez na řkm 45,58. Sestává z Trojského jezu na pravém rameni, tříkilometrového plavebního kanálu při levém břehu (vlevo od Císařského ostrova) a podbabských plavebních komor u konce plavebního kanálu. Je po proudu posledním ze čtyř pražských zdymadel, předchází mu zdymadlo Štvanice (řkm 50,69), následuje zdymadlo Klecany-Roztoky. Provozovatelem je státní podnik Povodí Vltavy.

## Historie
Zdymadlo bylo postaveno firmou Lanna v letech 1899–1902 v rámci projektu splavnění Vltavy mezi Prahou a Mělníkem, který iniciovala Průmyslová jednota v Praze. Výstavba plavebního kanálu změnila obrys Císařského ostrova, původní meandrující rameno bylo zaslepeno a přeměněno v parkové jezírko Malá říčka. Původní hradlový jez měl tři pole o šířce po asi 38 metrech.
Při povodni v červenci 1954, kdy hladina stoupla o 2,26 metrů nad normální stav, nebyl jez včas vyhrazen a došlo k jeho poškození. K podobné události došlo znovu v roce 1965. V roce 1972 byly hradlové uzávěry nahrazeny dutými ocelovými klapkami, hradicí klapkové těleso se hydraulickými válci zdvihá nebo spouští podle průtoku v řece tak, aby hladina nad jezem zůstávala na stejné úrovni.
Dne 20. července 1974 jez poškodily čtyři utržené nákladní čluny.
V letech 1974–1979 prošlo zdymadlo rekonstrukcí.
Po rekonstrukci má od roku 1998 plavební komora nový velín, který navrhli architekti Eduard Schleger a Lukáš Liesler.
K dalším poškozením jezu a ostatních objektů došlo při povodni v roce 2002.

### Malá vodní elektrárna Podbaba
Při rekonstrukci plavebních komor byla roku 1995 zprovozněna malá vodní elektrárna, která má dvě Kaplanovy přímoproudé turbíny umístěné v bočních zdech velké plavební komory.

### Malá vodní elektrárna Troja
V roce 2009 byla vybudována malá vodní elektrárna a instalovány  dvě přímoproudé   Kaplanovy turbíny s hltností 2 × 40 m3/s, a výkonem 2 × 1090 kW.

## Trojský jez
Původní jez byl vybudován současně se stavbou plavebního kanálu a komor v letech 1899–1902. V letech 1974–1979 byl rekonstruován do dnešní podoby, dodavatelem zařízení bylo ČKD Blansko.
Má tři pole o šířce 38 metrů, průtok 830 m3/s a průměrné převýšení hladin 2,45 metru.
Plavební propust pro vory při pravém břehu je dlouhá 409 metrů a široká 12 metrů, byla na počátku 80. let 20. století přebudována na sportovní slalomovou dráhu.

## Plavební kanál a plavební komory

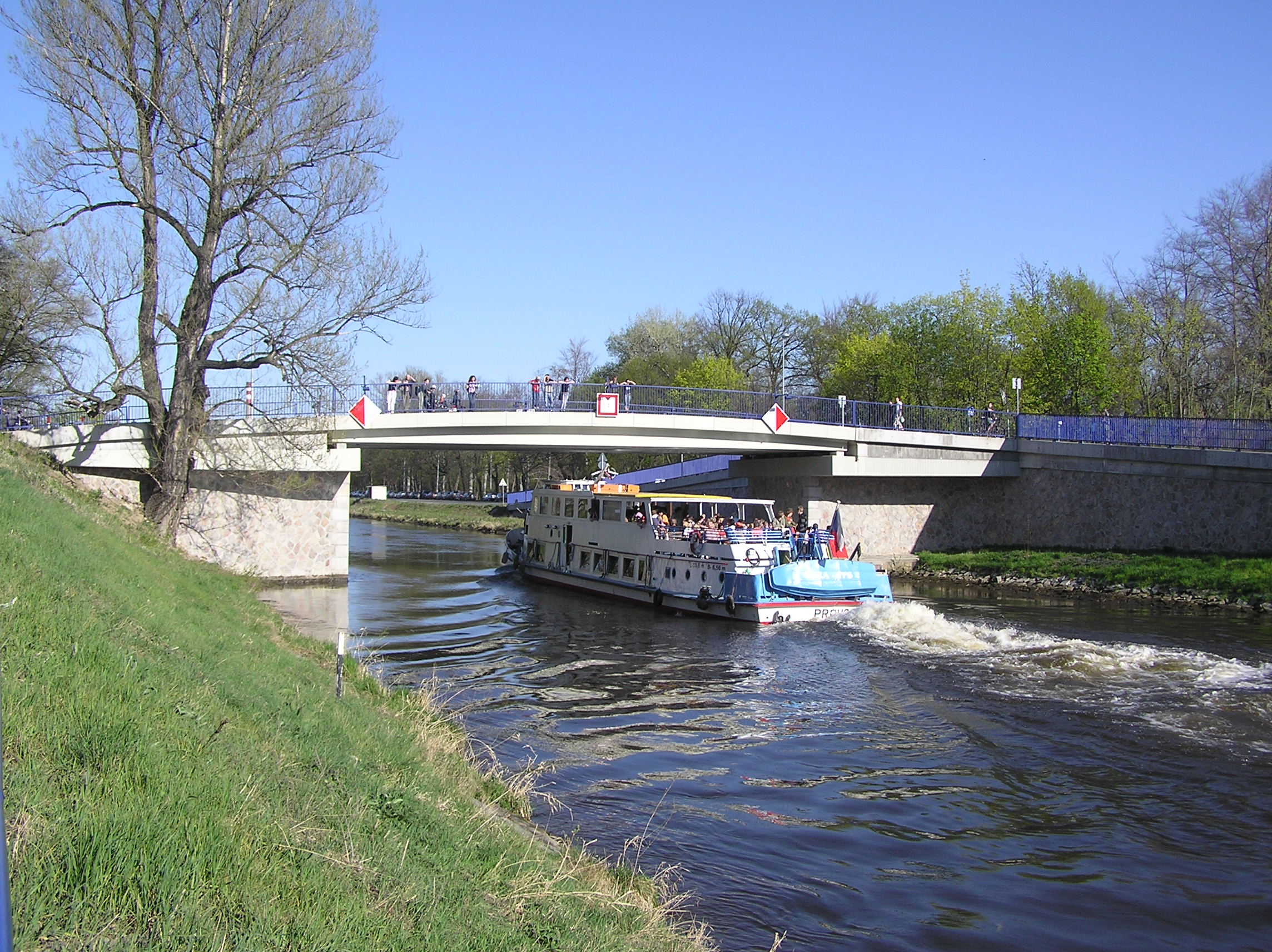
Plavební kanál u Císařského ostrova

Ke konci plavebního kanálu vedoucího po jižní a západní (levé) straně Císařského ostrova, při severním okraji Královské obory, a dlouhého asi 3 kilometry (ve své době byl nazýván „Vltavský průplav“) je dvojice souběžných plavebních komor. Pravá komora byla v letech 1996–1998 rekonstruována a nyní má délku 135 metrů a šířku 12 metrů (třída vodních cest Va), levá komora má délku 73 metrů a šířku 11 metrů, výška komor je 8,5 metru a rozdíl hladin 5,5 metru. Pravé rameno Vltavy na severní straně ostrova, podél Troji, tak tvoří úsek s přirozeným spádem toku, takzvanou Trojskou peřej.
Na plavební komoře Podbaba je podle vyhlášky Státní plavební správy stejně jako na dalších vltavských plavebních komorách severně od Prahy celoroční provoz od 7 do 17 hodin. požadavky na proplutí mezi 17 a 22 hodinami lze projednat tentýž den do 17 hodin, požadavky na proplutí mezi 22 a 24 hodinami je nutno projednat den předem.

## Doprava
Plavební komora slouží převážně nákladní dopravě. Objem přepravného zboží v letech 1997–2007 kolísal mezi 214 až 404 tisíci tun ročně (maximum 1998, minimum 2002), počet proplavených lodí mezi 1203 až 2735 (minimum 2002, maximum 2007).
V plavebním kanále je přístaviště Troja – Císařský ostrov poblíž mostu, které slouží výletním lodím z centra pro návštěvníky Troji a Zoo Praha. Sezonní linka osobní lodní dopravy Pražské paroplavební společnosti zde má koncové přístaviště, takže přes plavební komoru vůbec neprojíždí. Linka dále směrem na Mělník jezdí jen několikrát během léta.
Přes kanál vede jediný veřejně přístupný most ve východní části, v ose hlavní cesty ze Stromovky k řece. Další most, vyhrazený pro potřeby čistírny, se nachází u Staré čistírny, vedle něj je ještě historický most bývalé Polní dráhy pro odvoz kalů. Pod kanálem východně od veřejného mostu vedou tubusy Bubenečského tunelu, části komplexu Blanka.